# ماچانگولهی
ماچانگولهی (به لاتین: Machchangolhi) یک منطقهٔ مسکونی در مالدیو است که در ماله (مالدیو) واقع شده‌است.